# Комп'єнський вагон

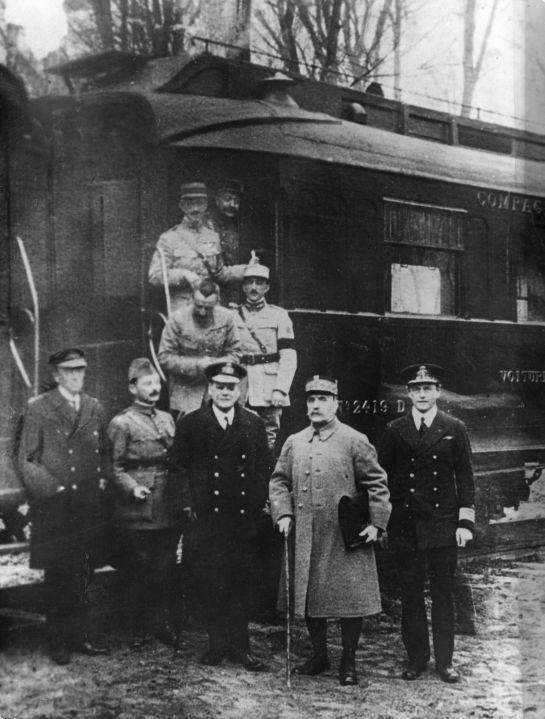
Фердинанд Фош, другий справа, зображений біля вагона в Комп’єні після погодження перемир’я, яке завершило Першу світову війну. Пізніше цей вагон був обраний нацистською Німеччиною як символічний декоратор перемир’я Петена в червні 1940 року.

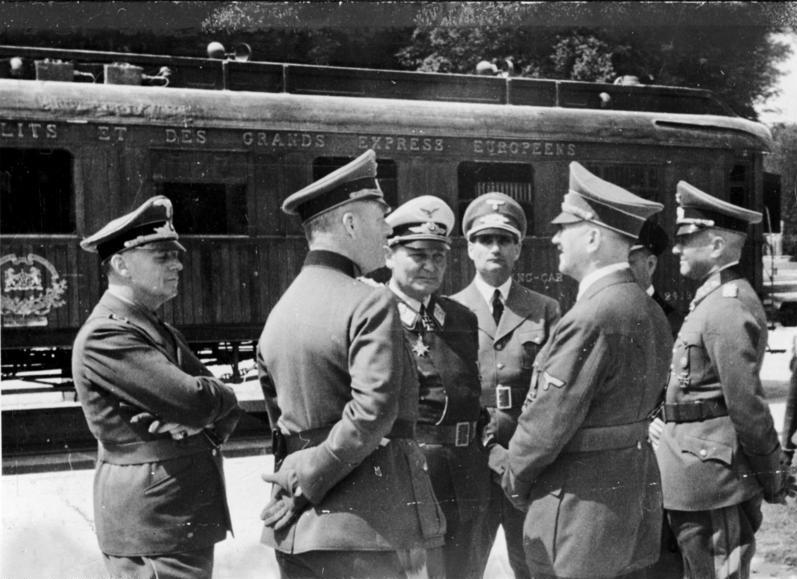
Зліва направо: Йоахім фон Ріббентроп, Вільгельм Кейтель, Герман Герінг, Рудольф Гесс, Адольф Гітлер, Еріх Редер частково закриті та Вальтер фон Браухіч перед вагоном перемир'я.

Комп’єнський вагон був вагоном поїзда, в якому було підписано перемир’я від 11 листопада 1918 року та перемир’я від 22 червня 1940 року.
До підписання в 1918 році в Комп’єнському лісі фургон служив особистим візком Фердинанда Фоша, а пізніше виставлявся у французьких музеях. Однак після успішного вторгнення у Францію Адольф Гітлер наказав перевезти фургон на місце підписання 1918 року для підписання 1940 року через його символічну роль. Пізніше вагон був знищений під кінець Другої світової війни, швидше за все, СС.

## Історія

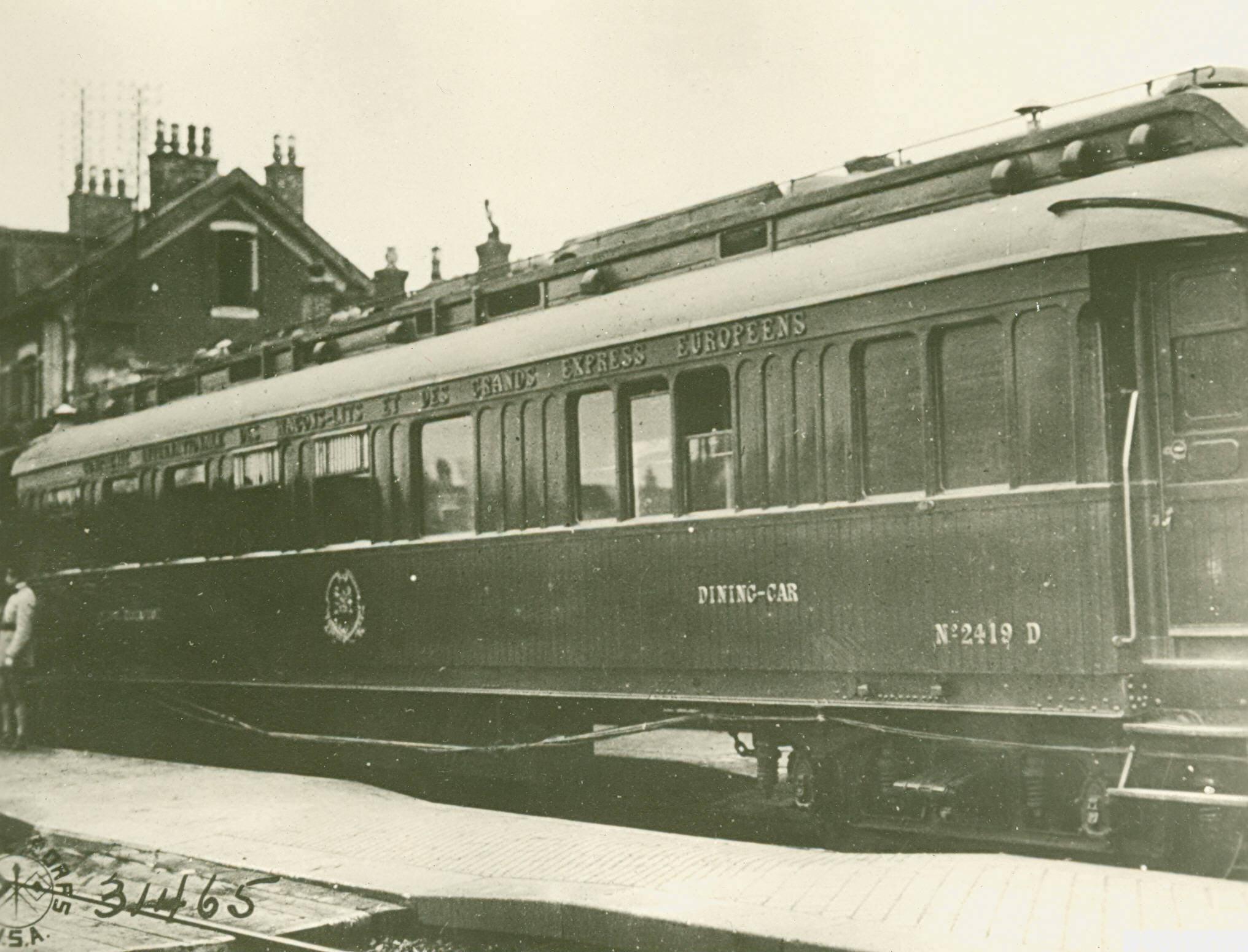
Комп’єнський вагон 1918 року.

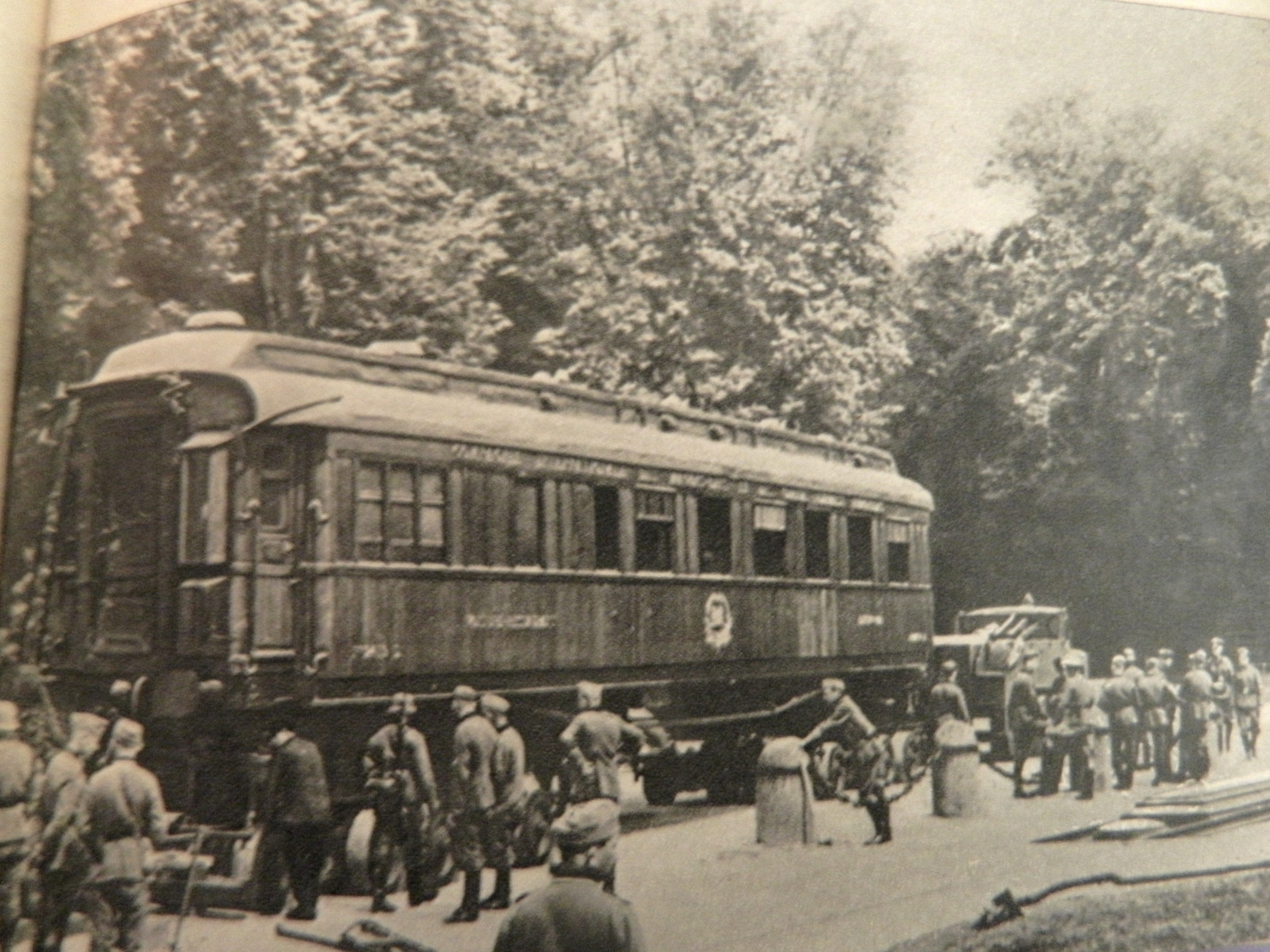
Комп'єнський вагон у 1940 році.

Комп'єнський вагон був побудований у 1914 році в Сен-Дені як вагон-ресторан № 2419D. Він використовувався протягом Першої світової війни в цій якості для Compagnie Internationale des Wagons-Lits, компанії, найвідомішої за експлуатацію Східного експресу. У серпні 1918 року вагон був конфіскований французькою армією та перетворений на офіс і мобільний штаб Фердинанда Фоша, Верховного головнокомандувача союзними військами, який почав використовувати його в жовтні 1918 року.  
8 листопада 1918 року Фош і представники союзних держав і Німецької імперії підписали перемир'я у так званому «Комп'єнському вагоні». Ця угода стала остаточним припиненням вогню, яке завершило бойові дії в Першій світовій війні; інші Центральні держави вже досягли домовленостей із союзними державами про припинення військових дій.
Пізніше автомобіль був повернутий Compagnie Internationale des Wagons-Lits і ненадовго відновив роботу як вагон-ресторан. У вересні 1919 року його подарували Музею армії (Париж). У 1921–1927 роках вагон виставлявся в Будинку Інвалідів Музею.
На прохання мера Комп'єня та за підтримки американця Артура Генрі Флемінга автомобіль був відновлений і повернутий до Комп'єня. Він був розміщений у спеціально створеній будівлі музею як частини історичної пам’ятки « Поляна перемир’я », з автомобілем за кілька метрів від точного місця церемонії підписання.
Під час Другої світової війни Гітлер наказав перемістити фургон у те саме місце для підписання другого «перемир’я в Комп’єні» 22 червня 1940 року; цього разу з перемогою Німеччини. Карету винесли з захисної споруди та повернули до місця підпису, яке знаходилося за декілька метрів і було позначене як частина пам’ятника. Згодом фургон був доставлений до Берліна і виставлений через тиждень у Берлінському соборі. У 1944 році вагон відправили до Тюрінгії, що в центральній Німеччині. Потім він переїхав до Рухла, а пізніше до Гота Кравінкель, поблизу величезної системи тунелів. Там він був знищений у березні 1945 року СС вогнем та/або динамітом перед обличчям наступаючої армії США. Однак деякі ветерани СС і цивільні очевидці стверджують, що вагон був знищений повітряним нападом біля Ордруфа, ще в Тюрінгії в квітні 1944 року. Незважаючи на це, загалом вважається, що вагон був знищений у 1945 році СС.

### Репліка
Сьогоднішній історичний вагон є точною копією оригінального. У 1950 році французький виробник Wagons-Lits, компанія, яка керувала Східним експресом, подарувала музею екземпляр з тієї ж серії — 2439D ідентичний своєму зруйнованому близнюку, від полірованої дерев’яної обробки до крісел, оббитих шкірою. Цей вагон також був частиною приватного поїзда Фоша під час підписання у 1918 році. У день перемир'я 1950 року машині було змінено номер 2419D. Він припаркований біля експозиції оригінальних залишків автомобіля: кілька фрагментів бронзового оздоблення та два під’їзди.